# Lasciali ridendo
Lasciali ridendo, Lasciali ridere o Mal di denti (Leave 'Em Laughing) è un film del 1928 prodotto dal Hal Roach, diretto da Clyde Bruckman, con Laurel e Hardy.
Negli anni ottanta il film è stato reso "sonoro" da Enzo Garinei e Giorgio Ariani che hanno prestato la voce a Stanlio e Ollio con le musiche di Piero Montanari.

## Trama
Stanlio e Ollio cercano di dormire nella stanza di un hotel, ma il primo è disturbato da due denti che gli fanno male. Così Ollio è costretto a intervenire; tentando di cavar fuori il dente, sveglia però il proprietario dell'albergo.
Il giorno seguente i due vanno dal dentista ma Stanlio, dopo essersi reso conto dei metodi brutali del dottore, sviene dalla paura. Quando Ollio riesce a tranquillizzare Stanlio, dopo averlo portato nella stanza in braccio, dopo una lotta accanita, il dentista dice ad un altro che non ne può più di levare il dente a Stanlio, esso armandosi di cloroformio irrompe nello studio mentre che Ollio si era seduto sulla sedia per tranquillizzare l’amico e dopo averlo addormentato gli toglie un dente. Ollio risvegliatosi dall’anestesista si accorge di non avere più un dente, e per la rabbia mette la maschera del gas esilarante a Stanlio.
Nello scontro rimane coinvolto anche Ollio, così i due, avendo respirato una dose eccessiva del gas, si addormentano, per poi risvegliarsi in preda a risate irrefrenabili.
L'effetto è forte al punto che i due non riescono neanche a reggersi in piedi. Ciò nonostante Stanlio e Ollio salgono in macchina ma ben presto creano un ingorgo passando con lo stop intimato da un poliziotto che dirige il traffico.
In seguito alle inutili minacce del poliziotto i due continuano a far danni distruggendo l'auto dietro di loro; così vengono arrestati. Durante il tragitto però i tre finiscono in una pozza d'acqua enorme e sprofondano nella melma.

## Produzione
Il film è stato prodotto dalla Metro Goldwyn Mayer in collaborazione con la Pathé Exchange.

## Citazioni e riferimenti
- La gag del dente sbagliato cavato ad Ollio è ripresa nel lungometraggio Muraglie (1931).
- La gag della vettura che affonda nella melma viene ripresa nel cortometraggio Tempo di pic-nic (1929).